# Chacras de Paysandú
Chacras de Paysandú ist eine Stadt in Uruguay.

## Geographie
Sie befindet sich auf dem Gebiet des Departamento Paysandú in dessen Sektoren 2 und 12. Chacras de Paysandú grenzt an die Departamento-Hauptstadt Paysandú an und umschließt die Ortschaften Porvenir und Esperanza. Westlich liegt zudem San Félix.

## Einwohner
Für Chacras de Paysandú wurden bei der Volkszählung im Jahr 2004 5.082 Einwohner registriert.
| Jahr | Einwohner |
| ---- | --------- |
| 1963 | -         |
| 1975 | 3.013     |
| 1985 | 3.650     |
| 1996 | 3.957     |
| 2004 | 5.082     |

Quelle: Instituto Nacional de Estadística de Uruguay